# Sparlösagumman
Sparlösagumman, egentligen Brita Eriksdotter, död 1850, var en svensk naturläkare, verksam som en så kallas klok gumma i Västergötland. Hon är unik inom svensk folkmedicinsk historia, eftersom hon personligen har bekräftat den vitormssägen som förklarade hur hon fått sina kunskaper.

## Biografi
Brita Eriksdotter föddes i Trökörna. Hon flyttade på 1820-talet med sin make till en backstuga på Långe Larsgårdens mark vid Sparlösa gästgivargård, där hon blev verksam som klok gumma, och fick sitt tillnamn efter orten. 
Hon behandlade många olika former av sjukdomar och utförde även kirurgiska ingrepp. Sparlösagummans rykte växte utanför bygden och hon mottog efterhand patienter från många delar av landet. Enligt ryktet kunde hon bedöma vad en patient led av och rekommendera ett botemedel bara genom att se den. Botemedlen var ofta hemmagjorda och skulle intas av patienten vid särskild tid och plats och under rabblande av magiska ramsor. Hon hade dock också ett samarbete med apotekaren i Skövde, där hennes make köpte mediciner, ofta enligt hennes eget recept. Hon ska vid ett tillfälle ha botat en man ur överklassen för dövhet, ett känt fall som ökade hennes rykte. Hennes pris var en tolvskilling oavsett kund och sjukdom, men hon begärde också en klunk brännvin av varje kund.     
Hon uppges ha avlidit i alkoholism.   

### Legender
I studierna om 1800-talets svenska naturmedicinare kallad De kloka gavs flera förklaringar kring hur dessa hade förvärvat de kunskaper de sedan använde i sin verksamhet. Förutom uppgifter om att de fått ärva dem eller blivit upplärda i dem av föräldrar, släktingar eller kolleger som sökte en efterträdare, eller genom studier i läkarböcker, berättas ofta en sägenartad berättelse. Den dominerande sägenversionen handlar om hur hon eller han med eller utan avsikt kommit att smaka på en vitorm och därefter fått "kunskap". Sådana berättas om en rad "Kloka", som Sven i Bragnum, Stina i Karshult och Lisa i Finshult: även "Kloka" som hade en annan sägenförklaring: Anders i Alahagen som uppgavs fått kunskapen av sjöfrun, Kloka Anna som till sin dotter sade att hon fått sin botarkraft som 20-åring i en dröm, och Essungagumman som uppgavs blivit bergtagen, knöts även dem till vitormsägnen. Den enda som själv berättat en vitormsägen om sig själv är däremot Sparlösagumman. 
Hon uppgav att när hon en sommardag arbetade vid slåttern, och gick till en källa för att dricka, kunde se en vit orm ringla ringla i samma källa som hon drack ur, liggande på mage. Därefter kunde hon bota sjukdomar och se vad andra inte kunde. Vid ett tillfälle under sin störta berömmelse berättade hon denna historia för en stor samling människor i sin stuga för en prostinna som besökte henne med dotter och väninna. Då en av besökarna sade att hon inte trodde att det var möjligt, ska Sparlösagumman har rest sig, skrikit: "Vad skulle ho här, om ho ej tror?", och därefter till den övriga gruppen människor: "Kör å mä dum!", varpå de tre besökarna kastade sten efter dem då de tvingades fly till gästgivargården.

### Konflikter
Brita Eriksdotter hade flera konflikter med läkarna. Provinsialläkaren i Lidköping försökte vid ett tillfälle konsultera henne förklädd, men hon ska ha känt igenom honom direkt och visat ut honom. Den 8 oktober 1848 avled en patient av blodförlust i hennes vård, sedan hon i berusat tillstånd hade opererat henne för en utväxt på ryggen. Hon anmäldes av kvinnans släktingar och dömdes 1849 av Viste häradsrätt till hel mansbot och uppenbar kyrkoplikt samt 3 riksdaler i böter för sabbatsbrott, något som placerade henne i fängelse. Då hon avtjänat sitt straff kunde hon dock återuppta sin praktik som förut. 